# Ковач, Роберт
Роберт Ковач (хорв. Robert Kovač) (6 апреля 1974, Западный Берлин) — хорватский футболист, защитник, тренер. Завершил карьеру футболиста в 2010 году. Выступал за сборную Хорватии. Ассистент главного тренера, своего брата Нико Ковача, в «Боруссии» (Дортмунд).

## Клубная карьера
Начал футбольную карьеру в небольшом клубе «Герта 03 Целендорф» из берлинского района Целендорф. В его составе Роберт выступал до 1995 года, после чего его заметили и пригласили в свой клуб селекционеры «Нюрнберга», выступавшего в те годы в региональной лиге (третий дивизион Германии). В новой команде Ковач провёл 33 матча и забил 1 гол, а клуб завоевал место во Второй Бундеслиге. После этого футболиста пригласили в клуб Бундеслиги — «Байер» (Леверкузен), переход в этот клуб стал качественным скачком в его футбольной карьере. В первом сезоне 22-летний Роберт Ковач только начал осваиваться в Бундеслиге, а уже в сезоне 1996—1997 стал игроком основного состава команды. В «Байере» он играл до 2000 года, а его высшим достижением стало занятое клубом 2-е место чемпионата Германии в 1999 и 2000 году.
Летом 2001 года игра Ковача настолько нравилась тренерам мюнхенской «Баварии», что они без колебания заплатили за него «Байеру» 8,5 миллиона евро. В первые два сезона в Мюнхене Ковач играл вместе с Томасом Линке либо же с Самюэлем Куффуром в центре обороны. В сезоне 2003—2004 Ковач постепенно стал терять место в основе, сначала из-за небольшой травмы, а затем в связи с конкуренцией с аргентинцем Мартином Демикелисом. Летом 2004 года в «Баварию» пришёл ещё один защитник — бразилец Лусио, и Роберт Ковач стал появляться на поле ещё реже. Тем не менее, «Бавария» вместе с Ковачем завоевала дважды титул чемпиона Германии, в 2003 и 2005 году.
По окончании контракта с «Баварией» Ковач перешёл в туринский «Ювентус». В этой команде, как и в последние годы в «Баварии», он нечасто выходил в основном составе, потому провёл в Серии А лишь 18 матчей, в которых забил 1 гол. В сезоне 2005/06 «Ювентус» стал чемпионом Италии, однако вскоре лишился этого титула из-за коррупционного скандала в итальянском футболе, в конце концов закончившегося выдворением «Ювентуса» лигой ниже, в Серию B. Ковач решил остаться в клубе и помог «Ювентусу» за один сезон вернуться обратно, в Серию А.
Летом 2007 года Роберт Ковач вернулся в Германию и в качестве свободного агента перешёл в «Боруссию» из Дортмунда.
2 июня 2010 года Ковач объявил о завершении игровой карьеры.

## Карьера в сборной
Будучи уроженцем Германии, как и его старший брат, Нико, Роберт Ковач решил выступать за сборную своей исторической родины. В национальной сборной Хорватии Ковач дебютировал 28 апреля 1999 года в матче со сборной Италии (0:0). Со времени дебюта был основным игроком сборной. Чемпионат мира 2002 года стал первым турниром такого уровня для Ковача. Игрок провёл полностью все три матча сборной, но дальше группового этапа она продвинуться не смогла. Затем Ковач был в составе хорватской команды на чемпионате Европы в Португалии, где они не смогли выиграть ни одного матча, а Роберт Ковач также провёл все матчи полностью. На чемпионате мира 2006 года Ковач играл в 2 матчах, а в третьем, завершившимся ничьей со сборной Австралии, на поле не появлялся.

## Достижения
«Бавария»
- Чемпион Германии (2): 2002/03, 2004/05
- Обладатель Межконтинентального Кубка: 2001
- Обладатель Кубка Германии (2): 2002/03, 2004/05
- Обладатель Кубка немецкой лиги: 2004

## Личная жизнь
Жена Роберта — фотомодель Аница Ковач, первая Вице-мисс мира 1995 года. Пара воспитывает троих детей.